# Cecília Vallhonrat Servolé
La Cecília Vallhonrat Servolé (Rubí, 18 d'abril de 1877 - Olesa de Montserrat, 16 de juny de 1946) va ser una llevadora catalana.
illa de Jacint Vallhonrat Ramoneda i de Dolors Servolé Costa. En un començament es va deicar al tèxtil, moment en què va anar a treballar a la Colònia Sedó, i a viure a Olesa de Montserat i lloc on va conèixer el seu marit. Es va casar, el 25 de desembre de 1898, a l'església de Santa Maria d'Olesa de Montserrat amb l'olesà Joan Duran Matas. Es va posar a estudiar per ser llevadora, títol que li va ser conferit el 17 d'octubre de 1908. Durant molts anys, més de quaranta, va exercir la seva professió de llevadora a Olesa. L'ajuntament d'Olesa de Montserrat li ha dedicat un carrer situat a l'oest de la vila.